# جائزة إسبانيا الكبرى 1988
جائزة إسبانيا الكبرى 1988 هو سباق فورمولا 1 أقيم بتاريخ 2 أكتوبر 1988 في شريش، إسبانيا. كان الرابع عشر من أصل 16 في بطولة العالم لسباقات الفورمولا واحد موسم 1988. حلّ الفرنسي ألن بروست أولا بينما جاء البريطاني نايجل مانسيل في المركز الثاني وحصل على المركز الثالث الإيطالي أليساندرو نانيني.